# Alstroemeria exserens
Alstroemeria exserens este o specie de plante monocotiledonate din genul Alstroemeria, familia Alstroemeriaceae, descrisă de Franz Julius Ferdinand Meyen. Conform Catalogue of Life specia Alstroemeria exserens nu are subspecii cunoscute.